# Economía de las Islas Vírgenes Británicas
La Economía de las Islas Vírgenes Británicas es una de las más prósperas del Mar Caribe, altamente dependiente del turismo, que genera cerca del 45% de sus entradas. Se estima que 350.000 turistas, principalmente de los Estados Unidos, visitaron las islas en 1997. Desde los años 1980, el gobierno ha ofrecido registro para compañías extranjeras que desean tener su sede allí, y las entradas en ese rubro han aumentado produciendo en la actualidad enormes beneficios. Se estima que 250.000 empresas extranjeras han fijado su sede en las Islas Vrigenes Británicas desde que se abrió esta modalidad. Por su estrecha relación con las Islas Vírgenes de los Estados Unidos, se ha establecido el dólar como la moneda oficial.
PIB:
287 millones de dólares (estimado para 1999)
Crecimiento del PIB:
6.8% (estimado para 1999)
PIB - por habitante:
$15,000 (estimads para 1999)
PIB por sector:

agricultura:
1.8%

industria:
6.2%

servicios:
92% (estimado para 1996)
Población bajo el nivel de pobreza:
N.D.%
Tasa de Inflación:
5.3% (1998)
Fuerza laboral:
4,911 (1980)
Tasa de desempleo:
3% (1995)

entradas:
121,5 millones de dólares

gastos:
115,5 millones de dólares (1997)
Industrias:
turismo, industria liviana, construcción, ron, concreto, centro financiero para empresas extranjeras
Producción de electricidad:
42 GWh por combustibles fósiles (1998) 
Consumo de electricitdad:
39 GWh (1998)
Producción Agropecuaria:
frutas, vegetales; ganado, aves y pesca
Exportaciones:
6 millones de dólares (1998)
Productos exportados:
ron, pescado fresco, frutas, arena
Principales clientes:
Islas Vírgenes de los Estados Unidos, Puerto Rico, Estados Unidos
Importaciones:
175 millones de dólares (1998)
Productos importados:
Materiales de construcción, vehículos, alimentación, maquinaria
Principales proveedores:
Islas Vírgenes de los Estados Unidos, Puerto Rico, Estados Unidos
Deuda externa:
36,1 millones de dólares (1997)
Moneda:
Dólar de los Estados Unidos
Año fiscal:
1 de abril al 31 de marzo

- Datos: Q3321453
- Multimedia: Economy of the British Virgin Islands / Q3321453